# Andreas Pavel
Andreas Pavel (1945-), es un inventor alemán radicado en Brasil. Inventó en febrero de 1972 el estéreo portátil, comercializado siete años después por Sony, con el nombre Walkman.
Nacido en Alemania, llegó a Brasil a la edad de seis años, creciendo en la ciudad de Sao Paulo. Estudió filosofía y participó en varios movimientos intelectuales y creativos, antes de unirse a la recién creada TV Cultura como Director de Programación Educacional. Su gusto por la música y por trasladarse constantemente, lo llevó a idear la manera de llevar su música preferida consigo, lo cual concretó en un aparato llamado "cinturón estéreo".
Debido a presiones políticas, Pavel renunció a su trabajo televisivo, y se dedicó a la industria editorial, hasta que emigró a Europa rehuyendo al régimen militar brasileño. En el continente europeo, intentó atraer a varias manufactureras (Grundig, Philips, ITT y Yamaha) para la producción de su "cinturón estéreo". Ante el desinterés corporativo, Pavel patentó su invención en Milán en marzo de 1977, y durante los siguientes 18 meses hizo lo mismo en Estados Unidos, Alemania, Inglaterra y Japón.
Fue Sony Electronics quien produjo el estéreo portátil a escala masiva, usando el nombre comercial Walkman. Al año siguiente, Sony comenzó negociaciones con Pavel sobre la propiedad intelectual de la invención, y reconoció, en 1986, que le serían pagadas regalías por su invento, sin reconocerse la propiedad intelectual. Pavel comenzó un proceso legal en el Reino Unido en 1989 para reclamar su propiedad intelectual; proceso que culminó en 2003 con la petición por parte de Sony de un arreglo extratribunal , aceptada por Pavel en 2005.
- Datos: Q4755595